# Drapelul Guineei-Bissau
Drapelul Guineei-Bissau este drapelul național și pavilionul Republicii Guineea-Bissau. Este alcătuit din trei culori: roșu, galben și verde, plus o stea neagră.
Acest steag are ca origine culorile Partidului African pentru Independența Guineei și a Capului Verde, ale cărui acțiuni a dus la declararea independenței țării față de Portugalia.

## Semnificație
Culorile panafricanismului sunt reprezentate, cu o semnificație specifică pentru fiecare element:
- Roșu: sângele vărsat de luptătorii pentru libertate în jungla Guineei. Sute de soldați au murit pentru libertatea și independența Guineei și a Capului Verde (foste colonii portugheze care au obținut independența în 1975).
- Verde: viață viitoare, vegetație și speranță în luptă.
- Galben: aur

Cele cinci colțuri ale stelei reprezintă cele cinci simțuri ale omului: vedere, auz, gust, miros și atingere.

## Drapel istoric
Compania portugheză a Guineei a folosit un steag alb cu o cruce mare de culoare verde.
Colonia nu avea un steag oficial, ci o stemă. A existat o propunere creată de Franz Paul de Almeida Langhans care își imaginase un cadru identic pentru toate coloniile constând din steagul portughez cu o stemă în partea dreaptă jos. Componenta care distinge Guineea este sceptrul de aur al regelui Alfonso al V-lea Africanul